# Port Maria
Port Maria är en parishhuvudort i Jamaica.   Den ligger i parishen Parish of Saint Mary, i den nordöstra delen av landet, 40 km norr om huvudstaden Kingston. Port Maria ligger 2 meter över havet och antalet invånare är 7 906. Den ligger på ön Jamaica.
Terrängen runt Port Maria är kuperad åt sydväst, men åt nordost är den platt. Havet är nära Port Maria åt nordost. Runt Port Maria är det ganska tätbefolkat, med 172 invånare per kvadratkilometer. Port Maria är det största samhället i trakten. 